# Achatius Barcsay

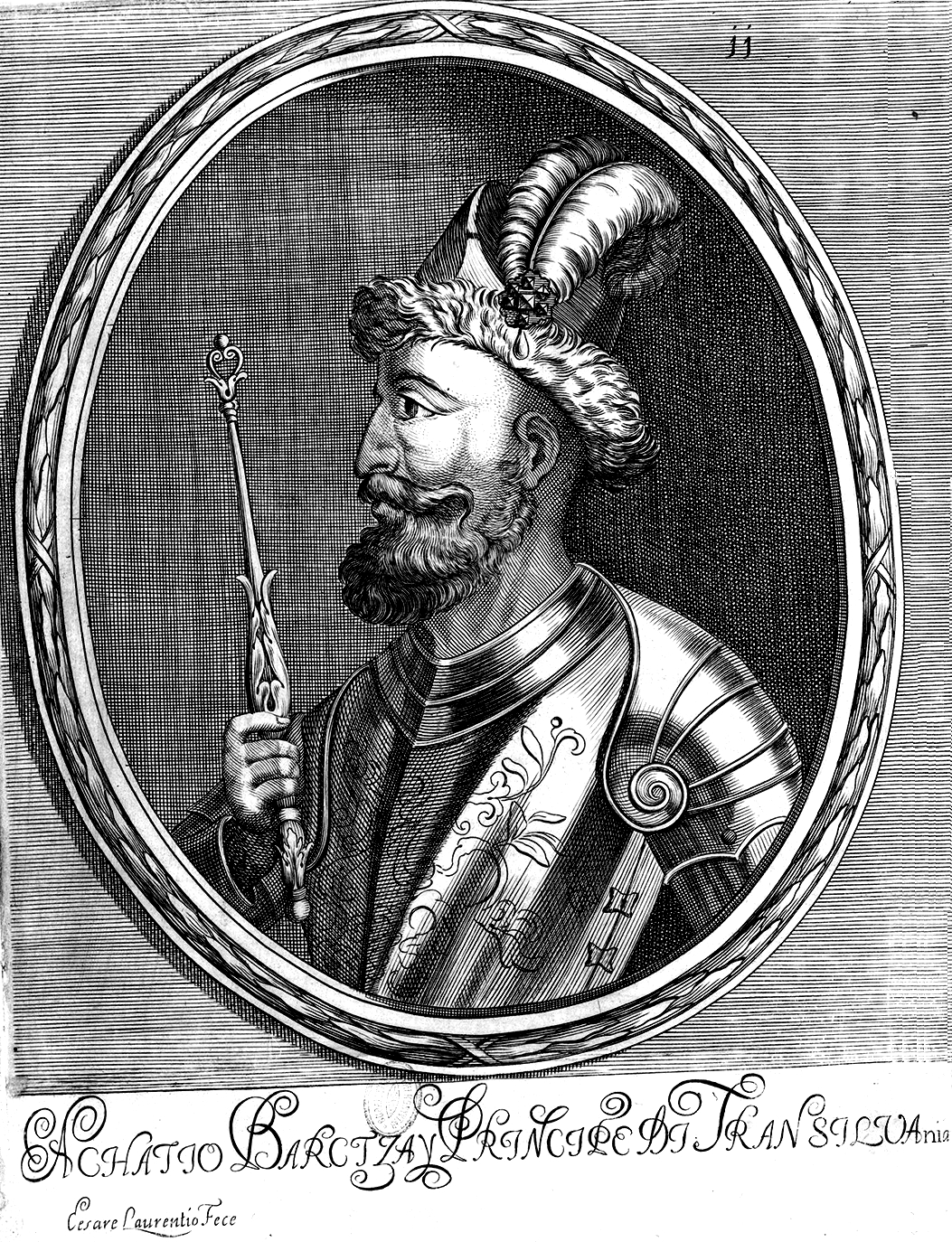
Bildnis von Barcsay um 1660

Achatius Barcsay (auch Ákos Barcsay, * 1619 im Komitat Hunyad; † Juli 1661 in Kozmatelke) war Fürst von Siebenbürgen von September 1658 bis September 1659 und Juni bis Dezember 1660.

## Leben
Barcsay wurde in einer angesehenen Adelsfamilie aus dem Komitat Hunyad geboren. Er wuchs am Hof von Gábor Bethlen auf. Die erste bedeutende Station seiner Laufbahn war eine Gesandtschaft an die Hohe Pforte im Dienste von Georg I. Rákóczi im Jahr 1642. Im Jahr 1648 war er Obergespan des Komitats Hunyad. Fürst Georg II. Rákóczi ernannte ihn 1657 zum Fürstlichen Rat und Statthalter für die Zeit seines geplanten Polenfeldzugs.
Am 3. November 1657 setzten die siebenbürgischen Stände Rákóczi auf Druck der Hohen Pforte für sein eigenmächtiges Handeln gegen Polen ab und wählten Ferenc Rhédey zum Fürsten. Rákóczi kehrte jedoch im Januar 1658 zurück und zwang den Landtag, ihn am 25. Januar 1658 anzuerkennen. Als Reaktion darauf fielen die Türken in Siebenbürgen ein und hinterließen eine Spur der Verwüstung im Land. Großwesir Köprülü Mehmed Pascha ernannte Barcsay am 14. September 1658 zum Fürsten, und der Landtag musste  am 11. Oktober 1658 der Zahlung eines hohen Tributs und der Anerkennung Barcsays als Fürst zustimmen.
Rákóczi fiel erneut in Siebenbürgen ein, und Barcsay floh im August 1659 zum Pascha von Temeswar. Als Rákóczi im Juni 1660 in einer Schlacht getötet wurde, wurde Barcsay wieder eingesetzt, aber mit Johann Kemény trat ein neuer Thronanwärter auf. Dieser stützte sich auf die Szekler, die Barcsays Kollaboration mit den Türken radikal ablehnten, und hoffte auf die Hilfe des Wiener Hofes. Im November 1660 marschierte er in Siebenbürgen ein. Obwohl Barcsay am 11. Dezember 1660 freiwillig abdankte, ließ der neue Fürst ihn in Görgény inhaftieren und seinen Bruder Andreas hängen. Schließlich beschuldigte er Barcsay, vom Gefängnis aus Kontakt zu den Türken aufgenommen zu haben, und ließ ihn im Juli 1661 ermorden. Kemény fiel aber schon am 23. Januar 1662 bei Nagyszőllős im Kampf mit den Türken, den Bundesgenossen des Gegenfürsten Michael I. Apafi.